# 塞瓦斯托波爾市徽

塞瓦斯托波爾市徽（coat of arms of Sevastopol）是克里米亞城市塞瓦斯托波爾的市徽，也是塞瓦斯托波爾市旗中央的圖案。這一徽章啟用於1969年2月12日。2014年俄羅斯吞併克里米亞之後，塞瓦斯托波爾一度不再有市徽。在2018年11月1日至2019年7月3日，塞瓦斯托波爾曾恢復使用蘇聯時期的市徽。